# Campeonato Mundial de Atletismo de 2015 - 1500 m masculino
A prova dos 1500 metros masculino do Campeonato Mundial de Atletismo de 2015 foi disputada entre 27 e 30 de agosto no Estádio Nacional de Pequim, em Pequim.

## Recordes
Antes desta competição, os recordes mundiais e do campeonato nesta prova eram os seguintes:
| Tipo                  | Atleta             | Tempo   | Local   | Data                 |
| --------------------- | ------------------ | ------- | ------- | -------------------- |
|                       | Hicham El Guerrouj | 3:26:00 | Roma    | 14 de julho de 1998  |
| Recorde do campeonato | Hicham El Guerrouj | 3:27:65 | Sevilha | 24 de agosto de 1999 |

## Medalhas
| Ouro               | Prata                         | Bronze                  |
| Asbel Kiprop (KEN) | Elijah Motonei Manangoi (KEN) | Abdalaati Iguider (MAR) |

## Cronograma
Todos os horários são locais (UTC+8).
| Data         | Hora  | Evento        |
| ------------ | ----- | ------------- |
| 27 de agosto | 10:35 | Eliminatórias |
| 28 de agosto | 19:55 | Semifinal     |
| 30 de agosto | 19:45 | Final         |

## Resultados

### Eliminatórias
Qualificação: Os 6 de cada bateria (Q) e os 6 melhores tempos  (q) avançam para a semifinal. 
| Classificação | Bateria | Atleta                      | Nacionalidade  | Tempo   | Notas      |
| ------------- | ------- | --------------------------- | -------------- | ------- | ---------- |
| 1             | 3       | Silas Kiplagat              | Quênia         | 3:38,13 | Q          |
| 2             | 3       | Abdalaati Iguider           | Marrocos       | 3:38,14 | Q          |
| 3             | 3       | Nick Willis                 | Nova Zelândia  | 3:38,27 | Q          |
| 4             | 3       | İlham Tanui Özbilen         | Turquia        | 3:38,28 | Q          |
| 5             | 3       | Chris O'Hare                | Grã-Bretanha   | 3:38,43 | Q          |
| 6             | 3       | Timothy Cheruiyot           | Quênia         | 3:38,50 | Q          |
| 7             | 3       | Robby Andrews               | Estados Unidos | 3:38,52 | q          |
| 8             | 3       | Mekonnen Gebremedhin        | Etiópia        | 3:38,66 | q          |
| 8             | 3       | Abdi Waiss Mouhyadin        | Djibuti        | 3:38,66 | q          |
| 10            | 3       | David Bustos                | Espanha        | 3:38,75 | q          |
| 11            | 2       | Asbel Kiprop                | Quênia         | 3:38,97 | Q          |
| 12            | 2       | Aman Wote                   | Etiópia        | 3:39,05 | Q          |
| 13            | 2       | Leonel Manzano              | Estados Unidos | 3:39,22 | Q          |
| 14            | 2       | Pieter-Jan Hannes           | Bélgica        | 3:39,31 | Q          |
| 15            | 2       | Morhad Amdouni              | França         | 3:39,38 | Q          |
| 16            | 2       | Julian Matthews             | Nova Zelândia  | 3:39,55 | Q          |
| 17            | 2       | Charles Philibert-Thiboutot | Canadá         | 3:39,72 | q          |
| 18            | 3       | Carlos Díaz                 | Chile          | 3:39,75 | q          |
| 19            | 2       | Fouad Elkaam                | Marrocos       | 3:40,12 |            |
| 20            | 3       | Yassine Hathat              | Argélia        | 3:40,16 |            |
| 21            | 2       | Dumisane Hlaselo            | África do Sul  | 3:40,25 |            |
| 22            | 2       | Ronald Musagala             | Uganda         | 3:42,12 |            |
| 23            | 1       | Elijah Motonei Manangoi     | Quênia         | 3:42,57 | Q          |
| 24            | 1       | Taoufik Makhloufi           | Argélia        | 3:42,72 | Q          |
| 25            | 1       | Matthew Centrowitz, Jr.     | Estados Unidos | 3:43,17 | Q          |
| 26            | 1       | Charlie Grice               | Grã-Bretanha   | 3:43,21 | Q          |
| 27            | 1       | Johan Cronje                | África do Sul  | 3:43,29 | Q          |
| 28            | 1       | Ryan Gregson                | Austrália      | 3:43,54 |            |
| 29            | 1       | Jakub Holuša                | Chéquia        | 3:43,66 |            |
| 30            | 1       | Henrik Ingebrigtsen         | Noruega        | 3:43,97 |            |
| 31            | 1       | Youssouf Hiss Bachir        | Djibuti        | 3:44,48 |            |
| 32            | 2       | Víctor Corrales             | Espanha        | 3:44,76 |            |
| 33            | 2       | Salim Keddar                | Argélia        | 3:44,81 |            |
| 34            | 1       | Dawit Wolde                 | Etiópia        | 3:44,90 |            |
| 35            | 1       | Benson Seurei               | Bahrein        | 3:45,70 |            |
| 36            | 1       | Adel Mechaal                | Espanha        | 3:46,05 |            |
| 37            | 3       | Hélio Gomes                 | Portugal       | 3:46,32 |            |
| 38            | 3       | Eric Rodriguez              | Nicarágua      | 3:49,64 | NR         |
| 39            | 1       | Awwad Al-Sharafat           | Jordânia       | 4:07,72 |            |
|               | 2       | Ayanleh Souleiman           | Djibuti        | DNF     |            |
| —             | 1       | Yassine Bensghir            | Marrocos       | 3:43,22 | DSQ Doping |

### Semifinal
Qualificação: Os 5 de cada bateria (Q) e os 2 melhores tempos  (q) avançam para a final. 
| Classificação | Bateria | Atleta                      | Nacionalidade  | Tempo   | Notas      |
| ------------- | ------- | --------------------------- | -------------- | ------- | ---------- |
| 1             | 2       | Elijah Motonei Manangoi     | Quênia         | 3:35,00 | Q          |
| 2             | 2       | Taoufik Makhloufi           | Argélia        | 3:35,05 | Q          |
| 3             | 2       | Abdalaati Iguider           | Marrocos       | 3:35,20 | Q          |
| 4             | 2       | Charlie Grice               | Grã-Bretanha   | 3:35,58 | Q          |
| 5             | 2       | Timothy Cheruiyot           | Quênia         | 3:35,74 | Q          |
| 6             | 2       | Robby Andrews               | Estados Unidos | 3:35,88 | q          |
| 7             | 2       | Aman Wote                   | Etiópia        | 3:35,97 | q          |
| 8             | 2       | Johan Cronje                | África do Sul  | 3:36,59 |            |
| 9             | 2       | Morhad Amdouni              | França         | 3:37,79 |            |
| 10            | 2       | Charles Philibert-Thiboutot | Canadá         | 3:39,62 |            |
| 11            | 2       | Julian Matthews             | Nova Zelândia  | 3:40,45 |            |
| 12            | 2       | David Bustos                | Espanha        | 3:42,48 |            |
| 13            | 1       | Asbel Kiprop                | Quênia         | 3:43,48 | Q          |
| 14            | 1       | Nick Willis                 | Nova Zelândia  | 3:43,57 | Q          |
| 15            | 1       | Silas Kiplagat              | Quênia         | 3:43,64 | Q          |
| 16            | 1       | Matthew Centrowitz, Jr.     | Estados Unidos | 3:43,97 | Q          |
| 17            | 1       | Leonel Manzano              | Estados Unidos | 3:44,28 | Q          |
| 18            | 1       | Mekonnen Gebremedhin        | Etiópia        | 3:44,31 |            |
| 19            | 1       | Chris O'Hare                | Grã-Bretanha   | 3:44,36 |            |
| 20            | 1       | Pieter-Jan Hannes           | Bélgica        | 3:44,38 |            |
| 21            | 1       | İlham Tanui Özbilen         | Turquia        | 3:45,70 |            |
| 22            | 1       | Abdi Waiss Mouhyadin        | Djibuti        | 3:46,82 |            |
| 23            | 1       | Carlos Díaz                 | Chile          | 3:47,48 |            |
| —             | 1       | Yassine Bensghir            | Marrocos       | 3:44,95 | DSQ Doping |

### Final
A final ocorreu às 19:45.
| Classificação     | Atleta                  | Nacionalidade  | Tempo   | Notas |
| ----------------- | ----------------------- | -------------- | ------- | ----- |
| Medalha de ouro   | Asbel Kiprop            | Quênia         | 3:34,40 |       |
| Medalha de prata  | Elijah Motonei Manangoi | Quênia         | 3:34,63 |       |
| Medalha de bronze | Abdalaati Iguider       | Marrocos       | 3:34,67 |       |
| 4                 | Taoufik Makhloufi       | Argélia        | 3:34,76 |       |
| 5                 | Silas Kiplagat          | Quênia         | 3:34,81 |       |
| 6                 | Nick Willis             | Nova Zelândia  | 3:35,46 |       |
| 7                 | Timothy Cheruiyot       | Quênia         | 3:36,05 |       |
| 8                 | Matthew Centrowitz, Jr. | Estados Unidos | 3:36,13 |       |
| 9                 | Charlie Grice           | Grã-Bretanha   | 3:36,21 |       |
| 10                | Leonel Manzano          | Estados Unidos | 3:37,26 |       |
| 11                | Robby Andrews           | Estados Unidos | 3:38,29 |       |
|                   | Aman Wote               | Etiópia        | DNF     |       |

Legenda
| Recorde mundial       | Recorde mundial (World record)               |                       | Recorde africano                      | Recorde africano (African) |                                           | Q | Classificado por posição (Qualified) |
| Recorde do campeonato | Recorde do campeonato (Championship record)  | Recorde da América    | Recorde da América (Americas)         | q                          | Classificado por melhor tempo (Qualified) |   |                                      |
| Melhor marca do ano   | Melhor marca do ano (World leading)          | Recorde asiático      | Recorde asiático (Asian)              | DNS                        | Não largou (Did not start)                |   |                                      |
| Recorde nacional      | Recorde nacional (National record)           | Recorde europeu       | Recorde europeu (European)            | DNF                        | Não terminou (Did not finish)             |   |                                      |
| Recorde pessoal       | Recorde pessoal do atleta (Personal best)    | Recorde da Oceania    | Recorde da Oceania (Oceania)          | DSQ / DQ                   | Desclassificado (Disqualified)            |   |                                      |
| Recorde da temporada  | Recorde da temporada do atleta (Season best) | Recorde sul-americano | Recorde sul-americano (South America) | NM                         | Sem marca (No mark)                       |   |                                      |